# Dawid Kudła
Dawid Kudła (Ruda Śląska, 21 marzo 1992) è un calciatore polacco, portiere del GKS Katowice.